# Donje Zagorje
 Donje Zagorje  falu Horvátországban, Károlyváros megyében. Közigazgatásilag Ogulinhoz tartozik.

## Fekvése
Károlyvárostól 44 km-re délnyugatra, községközpontjától 10 km-re délre a Nagy-Kapela lábánál fekszik.

## Története
Zagorjét már a modrusi uradalom 1486-os urbáriuma említi. A név eredetileg nemcsak a Zagorje nevet viselő három falura, hanem a Sabljaki tótól délre húzódó, a Veljun domb és a Nagy-Kapela között elterülő völgyre is vonatkozott, amelybe történetileg beletartozott a mai Desmerice és Ribarići területe is. Zagorje 1789-ig az ogulini plébániához tartozott. Első temploma még a 17. században épült, a másodikat 1714-ben szentelték fel. A 18. század harmadik negyedében építették fel a plébániatemplomot, mely 1789-től önálló plébánia székhelye lett. Ezt állapota miatt 1837-ben le kellett bontani és 1839-re készült el a mai plébániatemplom.
1857-ben 465, 1910-ben 548 lakosa volt. Trianonig Modrus-Fiume vármegye Ogulini járásához tartozott. 2011-ben 232 lakosa volt.

## Lakosság
| Lakosság változása | Lakosság változása | Lakosság változása | Lakosság változása | Lakosság változása | Lakosság változása | Lakosság változása | Lakosság változása | Lakosság változása | Lakosság változása | Lakosság változása | Lakosság változása | Lakosság változása | Lakosság változása | Lakosság változása | Lakosság változása |
| ------------------ | ------------------ | ------------------ | ------------------ | ------------------ | ------------------ | ------------------ | ------------------ | ------------------ | ------------------ | ------------------ | ------------------ | ------------------ | ------------------ | ------------------ | ------------------ |
| 1857               | 1869               | 1880               | 1890               | 1900               | 1910               | 1921               | 1931               | 1948               | 1953               | 1961               | 1971               | 1981               | 1991               | 2001               | 2011               |
| 465                | 426                | 451                | 484                | 517                | 548                | 500                | 466                | 694                | 535                | 487                | 427                | 425                | 279                | 252                | 232                |

## Nevezetességei
- Szent György tiszteletére szentelt plébániatemplomát 1837 és 1839 között építették késő klasszicista, korai historizáló stílusban.
- Desmerice felé eső határában található a Zagorska Mrežnica patak víz alatti forrásbarlangja.
- Tavai közül a legnagyobb a Šmitovo tó, melyhez a lányt a sárkánytól megmentő Szent György legendája fűződik. Lova patájának nyoma máig fennmaradt a tó melletti sziklában. A tó a Nagy-Kapela lábánál található, mélysége 60 méter. Kellemes pihenési és fürdési lehetőséget nyújt.
- Barlangjai közül az „emberhal” lelőhelye a Rupećica-barlang a legnevezetesebb.